# Nowyj Myr (obwód charkowski)
Nowyj Myr (ukr. Новий Мир) – wieś na Ukrainie, w obwodzie charkowskim, w rejonie iziumskim. W 2001 liczyła 81 mieszkańców, spośród których 72 posługiwało się językiem ukraińskim, a 9 rosyjskim. Ludność wioski została ewakuowana.